# Annickia polycarpa
Annickia polycarpa är en kirimojaväxtart som först beskrevs av Dc., och fick sitt nu gällande namn av A.K.van Setten och Paulus Johannes Maria Maas. Annickia polycarpa ingår i släktet Annickia och familjen kirimojaväxter. Inga underarter finns listade i Catalogue of Life.